# ベティ・ギャレット
ベティ・ギャレット（Betty Garrett、1919年5月23日 - 2011年2月12日）は、アメリカ合衆国のミュージカル映画の黄金時代に活動を始めた喜劇女優、歌手、ダンサー。
1970年代ホームコメディ『オール・イン・ザ・ファミリー』のアーチー・バンカーの自由主義の隣人であるアイリーン・ローレンツォ、『Laverne and Shirley 』の女主人（後のラバーンの継母）エドナ・バビッシュでも知られる。

## 経歴
ベティ・ギャレットはミズーリ州セントジョセフで生まれる。生まれた直後シアトルへ移住。父・カーティスが行商で出張している間、母・オクタビアが、シャーマンクレイで楽譜部門を経営。彼のアルコール中毒と散財により離婚。母親とギャレットは安ホテル住まいをする。
ギャレットが8歳の時、母が結婚前にカーティスと結婚するために捨てた婚約者と結婚。彼らはカナダサスカチュワン州レジャイナに住み、継父・サムは精肉業産業で働く。1年後、ギャレットの母は彼が男性アシスタントとの性的関係に熱中しているということを知りシアトルに戻る。公共中等学校卒業後、ギャレットは奨学金を得てタコマのアニー・ライト・スクールに入学。演劇部は無く、彼女は行事に向けてしばしばミュージカル作品を編成。最終学年で『十二夜』を上演、司教は舞台活動を続けるよう助言。同時に、彼女の母の友人はコンサートツアーのためにシアトルにいたマーサ・グレアムと会えるよう手配、グレアムはニューヨークのネイバーフッド・プレイハウスで彼女が奨学金を受けられるよう推薦。
1936年夏、ギャレットと母はマンハッタンに到着、9月から授業が開始される。ダンスはグレアムとアンナ・ソコロウ、演劇はサンディ・マイズナー、音楽はレーマン・エンゲル、シェークスピア古典はマーガレット・ウェブスターに学び、また学友にはダニエル・マンとリチャード・コンテがいた。彼女は戯曲女優であることに運命を感じ、喜劇の役を演ずることを避けた。

### 初期
夏の間ギャレットはダニー・ケイ、ジェローム・ロビンズ、キャロル・チャニング、イモゲン・コカ、ジュールス・マンシンと共にボルシチ・ベルトで芝居をする機会を得、歌とダンス技術を磨くこととなる。その後オーソン・ウェルズのマーキュリー劇場に加わりその最後の公演『ダントンの死』の代役としてジョゼフ・コットン、ルース・フォード、マーティン・ゲーベル、アーリン・フランシスと共演。彼女はカーネギー・ホールとアルヴィン・シアターでマーサ・グレアムのダンスカンパニーと共演、ヴィレッジ・ヴァンガードで歌い、後にマンハッタンのアメリカン・ユース・シアターと名を変えることとなるブルックリンに本拠地を置くフラットブッシュ・アーツ・シアターによる皮肉で政治的なレビューに出演。この時期共産党に加わり、資金調達のための公演だった。
1942年レビュー『Of V We Sing 』でブロードウェイデビューし76公演後閉幕。その年ハロルド・ロームのレビュー『Let Freedom Sing 』でキャストされる。それはたった8公演後閉幕したが、製作者のマイク・トッドはそれを見てエセル・マーマンの代役として契約、1943年のコール・ポーターのミュージカル『Something for the Boys 』で端役を演ずる。マーマンは公演中病気になり、ギャレットが１週間主役を演ずる。この間に製作者ヴィントン・フリードリーが観劇、彼女をヴァーノン・デュークとハワード・ディエスの作詞作曲、ナネット・ファブレーとアラン・ジョーンズ主演のミュージカル『Jackpot 』(1944年)にキャスティング。早々に閉幕し、ギャレットは彼女のナイトクラブに出演しツアーを始める。
ロサンゼルスで出演中、ギャレットはハリウッドのアクターズ・ラボで短編コメディの上演に誘われショーを製作していたラリー・パークスに会う。彼は彼女を飲みに誘いマルホランド・ドライブの眺めの良い場所まで車で送りプロポーズをし、次の2週間2人は離れなかった。ギャレットはシカゴにナイトクラブの仕事のため出発。結局パークスは彼女に同行、彼女をイリノイ州ジョリエットの近くに居を構える彼の母に紹介した。パークスは映画『Counter-Attack 』の撮影を開始するためにロサンゼルスに戻り、ギャレットはオルセン・アンド・ジョンソンと『Laffing Room Only 』(1944年)の準備を続けるためにニューヨークへ行くが、リハーサルが始まる前に彼女はパークスに電話をし結婚を承諾。2人は初めて会ってからの4ヶ月後の1944年9月8日に結婚、新婚旅行にマリブビーチで1ヵ月を過ごし、それからそれぞれの仕事のため次の2年間別居。
ブロードウェイでの公演後『Laffing Room Only 』はデトロイトとシカゴで上演。ギャレットはニューヨークに戻り『Call Me Mister 』(1948年)にキャスティングされハロルド・ローム、レーマン・エンゲル、ジュールス・マンシンと再会。彼女は批評家の称賛とドナルドソン・アワードを獲得し、アル・ハーシュフェルドはニューヨーク・タイムズに彼女の漫画を描き、ルイス・B・メイヤーによりメトロ・ゴールドウィン・メイヤーと1年間契約となる。ギャレットは1947年1月にスタジオ入り、ノーマン・タウログ監督『Big City 』(1948年)でナイトクラブパフォーマーのシュー・シュー・オグレーディを演じ映画デビュー、ジョージ・マーフィと共演。メイヤーは契約を更新し『Words and Music 』、続いて『踊る大紐育』(1949年)、『私を野球につれてって』(1949年)、『水着の女王』(1949年)と次々に出演。
過去の共産党との繋がりのため、ギャレットとパークスは下院非米活動委員会（House Un-American Activities Committee）に巻添えにされるが、パークスのみ証言を強制される。彼が自ら彼が党のメンバーであったと認める間、彼は他に名を載せることを拒否したがハリウッド・ブラックリストに掲載される。ギャレットも仕事を見つけるのに苦労するが、2人の若い息子の母として彼女は夫ほど失業を気にしなかった。パークスは建設事業に成功し、結局ロサンゼルス大都市圏中に点在する多くのアパートを所有。完成品を売るより、それを所有したまま大家として家賃を徴収することを選ぶ。この間2人は時折ラスベガスのサマー・ストック・シアターやブロードウェイでツアーカンパニーを上演。
『ジョルスン物語』はグレート・ブリテンのヒット作で、ギャレットとパークスはロンドン・パラディウムに出演、それから彼らのナイトクラブのショーで英国をツアーして人気を得、3度再演を要請されるがテレビの普及により舞台芸術の人気は低下。それから、ギャレットはロザリンド・ラッセル主演『マイ・シスター・アイリーン』（1955年(1942年の映画のリメイク)）でジュディ・ホリデイが契約問題のため降板し、ジャネット・リーとジャック・レモンの相手役にキャスティングされる。次の年、彼女とパークスはショーが無い期間にブロードウェイ作品『ベルズ・アー・リンギング』でホリデーとシドニー・チャップリンの代役をする。次の20年間、2つの短期間の作品（パークスと『Beg, Borrow or Steal 』、パット・ヒングルと『A Girl Could Get Lucky 』）とミュージカル版『スプーンリバー詞花集』でブロードウェイに出演、『ダイナ・ショア・シェビー・ショー』、『ロイド・ブリッジス・ショー』と『逃亡者』でゲスト出演をする。

### 後期
ヒット作として確立していた『オール・イン・ザ・ファミリー』のスピン・オフ・シリーズとして製作者ノーマン・レアが『The Jeffersons 』を作成。隣人であるアーチーとエディスのバンカー夫妻のアフリカ系アメリカ人をマンハッタンへ引っ越したという設定で、アーチーの同僚であるイタリア系アメリカ人のフランク・ロレンゾと短気なアイルランド系アメリカ人妻のアイリーンと入れ替えた。レアはかつて『Call Me Mister 』の広報担当で、『All in the Family』のライターであるバーナード・ウエストとミッキー・ウエストはアメリカン・ユース・シアターの頃からギャレットを知っていた。エディス役のジーン・ステイプルトンは『ベルズ・アー・リンギング』に出演中だったので彼女がアイリーン役で主演。サダ・トンプソンの代役だったが、舞台演技が身についておりテレビ向きの演技に調整するのが難しく、1話を撮り終えた後に降板を申し入れた。(フランク・ロレンゾはヴィンセント・ガーディニアによって演じられたが、彼も舞台出身で1シーズン後降板。しかし、その役が突然いなくなったことについて説明が無かった。)アイリーンはアーチーの宿敵でプールで彼を叩いたり単に自由主義者でカトリックであったということでも彼を悩ませた。ギャレットは1973年から1975年までのシリーズに出演。
次の年ウェストウッドでワンマンショー『Betty Garrett and Other Songs 』を上演中、『ラバーン&シャーリー』で女主人エドナ・バディッシュの役を依頼される。8度の離婚後ラバーンの父フランクと結婚した役である。ギャレットは十分演じたと感じていなかったが、ミュージカルの才能が作品に織り込まれたことを評価、ゴールデングローブ賞テレビドラマ部門助演女優賞を獲得。シリーズが当初の予定を越えて延長された時、彼女は既にサンディ・デニス、ジャック・ギルフォード、ホープ・ラング、ジョイス・ヴァン・パタンと共にブロードウェイで『The Supporting Cast 』に出演することになっていたので、ギャレットは降板せざるを得なかった。たった8公演で閉幕したが、フランクとエドナが離婚したことになったため『ラバーン&シャーリー』には戻れなかった。
引き続き『ジェシカおばさんの事件簿』、『The Golden Girls 』、『Harts of the West 』、『Union Square 』、『Boston Public 』、『Becker 』（プライムタイム・エミー賞ゲスト女優賞コメディ部門ノミネート）と『グレイズ・アナトミー 恋の解剖学』などのテレビに出演、『Plaza Suite 』(パークスと共演)、『And Miss Reardon Drinks A Little 』、2001年『Follies 』のブロードウェイリバイバルで舞台に出演、『Trail of the Screaming Forehead 』、『Dark and Stormy Night 』で映画に出演。彼女が共同設立したシアター・ウエストでアーサー・ミラーの『代価』を演出、『出番を待ちながら』に出演。『Spoon River Anthology 』と『Betty Garrett and Other Songs 』でロサンゼルス演劇批評家協会賞を2度獲得。
2003年にハリウッド・ウォーク・オブ・フェームに星を埋め込まれる。2009年の彼女の90回目の誕生日に彼女はハリウッドのミュージック・ボックス・シアターでシアター・ウエスト主催で祝われた。
1975年にパークスが死ぬまで婚姻関係を続けていた。彼らには作曲家のギャレット・パークスと俳優のアンドリュー・パークスの2人の息子がいる。
2011年2月12日、アメリカ合衆国カリフォルニア州ロスアンジェルス市にて、大動脈瘤破裂により死去。91歳没。

## 作品

### 映画
- Big City（1948年）
- ワーズ&ミュージック（1948年：Words and Music）
- 私を野球につれてって（1949年:Take Me Out to the Ball Game）
- 水着の女王（1949年:Neptune's Daughter）
- 踊る大紐育（1949年:On the Town）
- マイ・シスター・アイリーン（1955年:My Sister Eileen）
- The Shadow in the Window（1957年）
- Trail of the Screaming Forehead（2007年）
- Dark and Stormy Night（2009年）

### 舞台
- Of V We Sing（1942年）
- Let Freedom Sing（1942年）
- Something for the Boys（1943年 – 1944年）
- Jackpot（1944年）
- Laffing Room Only（1944年 – 1945年）
- Call Me Mister（1946年 – 1948年）
- Bells Are Ringing（1956年 – 1959年）
- Beg, Borrow Or Steal（1960年）
- Spoon River Anthology（1963年 – 1964年）
- A Girl Could Get Lucky（1964年）
- The Supporting Cast（1981年）
- Meet Me in St. Louis（1989年 – 1990年）
- Follies（2001年）

### テレビ
- The Ford Television Theatre（1957年）
- The Dinah Shore Chevy Show（1961年）
- The Lloyd Bridges Show（1962年）
- 逃亡者・新・逃亡者（1964年:The Fugitive）
- オール・イン・ザ・ファミリー（1973年 - 1975年）
- The Love Boat（1978年）
- Laverne and Shirley（1978年 – 1982年）
- All the Way Home（1981年）
- Mr. Merlin（1982年）
- ジェシカおばさんの事件簿（1991年:Murder, She Wrote）
- The Golden Girls（1991年）
- Harts of the West（1994年）
- The Good Life（1994年）
- Townies（1996年）
- Union Square（1998年）
- The Long Way Home（1998年）
- Boston Public（2003年）
- Becker（2003年）
- グレイズ・アナトミー 恋の解剖学（2006年:Grey's Anatomy）

## 脚註
1. ↑  Betty Garrett, versatile comedic actress, dies at 91 Los Angeles Times February 13, 2011